# Amebicida
Un amebicida (o amoebicida) és un agent utilitzat en el tractament de les infeccions amb amoebozous, anomenades amebosis. Entre aquests agents n'hi ha uns quants, relacionats amb les infeccions que solen tractar, a saber:
Tot i que a vegades la Naegleria és considerada amoeboide, a diferència d'Acanthamoeba o Balamuthia, no està estretament relacionada amb l'amoebozoa (està molt més estretament relacionada amb la Leishmania) i els agents que s'utilitzen per tractar les infeccions per Naegleria s'acostumen a aplicar per separat.

## Entamoeba
- El metronidazole, o un fàrmac relacionat, com tinidazole, Secnidazol o Ornidazol, s'utilitza per destruir les amebes que han envaït el teixit.
- Hi ha diversos medicaments disponibles per tractar infeccions intestinals, la més efectiva de les quals s'ha demostrat que és la paromomicina (també coneguda com a Humatina).

Les infeccions per E. histolytica es produeixen tant a l'intestí com (en persones amb símptomes) al teixit de l'intestí i / o al fetge. Com a resultat, es necessiten tant els teixits com els medicaments luminaris per tractar la infecció, un per a cada lloc. Generalment es dona primer metronidazole, seguit de Paromomicina o Diloxanida.
E. dispar no requereix tractament, però molts laboratoris (fins i tot en el món desenvolupat) no tenen les facilitats per distingir-ho de E. histolytica .

### Amebicides per teixits
El metronidazole, o un medicament relacionat com el tinidazole, el secnidazol o l'ornidazol, s'utilitza per destruir les amebes que han envaït el teixit. Aquests són ràpidament absorbits pel torrent sanguini i transportats al lloc de la infecció. Com que s'absorbeixen ràpidament, no en queda gairebé cap a l'intestí.
Per a la disenteria amèbica s'ha d'utilitzar un enfocament multifunció, començant per:
- Metronidazole 500–750 mg tres vegades al dia durant 5-10 dies
- El tinidazole 2 g un cop al dia durant 3 dies és una alternativa al metronidazole

Les dosis per als nens es calculen segons el pes corporal i s'ha de consultar a un farmacèutic per obtenir ajuda.

### Amebicides luminals
Atès que la majoria de les ameba romanen a l'intestí quan es produeix una invasió de teixits, és important desfer-se d'aquests o el pacient tindrà risc de desenvolupar un altre cas de malaltia invasiva. Hi ha disponibles diversos medicaments per tractar infeccions intestinals, la més efectiva de les quals s'ha demostrat que és la paromomicina (també coneguda com a Humatina); l'iodoquinol (també conegut com a Yodoxin) s'utilitza als EUA; i el furoat de diloxanur (també conegut com a Furamida) s'utilitza en certs altres països.
A part dels amebicides de teixit anteriors, cal prescriure un dels amebicides lumenals com a tractament complementari, simultàniament o seqüencialment, per destruir E. histolytica al còlon:
- Paromomicina 500 mg tres vegades al dia durant 10 dies
- Iodoquinol 650 mg tres vegades al dia durant 20 dies

Les dosis per als nens es calculen segons el pes corporal i s'ha de consultar a un farmacèutic per obtenir ajuda.

### Abscessos amèbics del fetge
Per abscessos hepàtics amèbics: 
- Metronidazole 400 mg tres vegades al dia durant 10 dies
- El tinidazole 2 g un cop al dia durant 6 dies és una alternativa al metronidazole
- Furoat de diloxanur 500 mg tres vegades al dia durant 10 dies (o un dels altres amebicides lumenals anteriors) sempre s'ha de donar després

Les dosis per als nens es calculen segons el pes corporal i s'ha de consultar a un farmacèutic per obtenir ajuda.

## Acanthamoeba
L'isetionat de propamidina s'ha utilitzat en el tractament de la infecció amb Acanthamoeba.

## Tractament mitjançant medicaments primitius
Els nicobaresos han testificat les propietats medicinals que es troben al Glochidion calocarpum, una planta endèmica de l'Índia, dient que la seva escorça i llavor són molt eficaces per curar trastorns abdominals associats a l'amebiosi.